# 異染色質

異染色質在人類細胞的細胞核的位置。

異染色質（英語：Heterochromatin）是DNA內一種緊密的組合構型，主要特色為轉錄作用在其中受到限制。

## 結構
目前已知染色質有兩種類型，分別是真染色質與異染色質。兩者差異最早是以受到染色之後的顏色深度來分辨，前者較淡，而後者，也就是異染色質則較深，可見其結構較為緊密（組蛋白包覆率及雙螺旋化的程度較較高）。異染色質一般分佈於細胞核的邊緣地帶。
異染色質大多是由不具遺傳活性的衛星序列（satellite sequences）所構成。其中的基因皆受到不同程度抑制，有些即使在真染色質內也無法表現。在細胞週期的S phase中，異染色質比真染色質更晚進行複製，且只在真核生物中存在，著絲粒及端粒皆屬於異染色質，雌性體內去活化的X染色體（也就是巴爾氏體）也是。